# Claude Dubosc
Pour les articles homonymes, voir Dubosc.
Claude Dubosc ou Du Bosc (1682-1745) est un graveur, éditeur-imprimeur-libraire, et illustrateur français, qui travailla principalement en Angleterre.

## Biographie

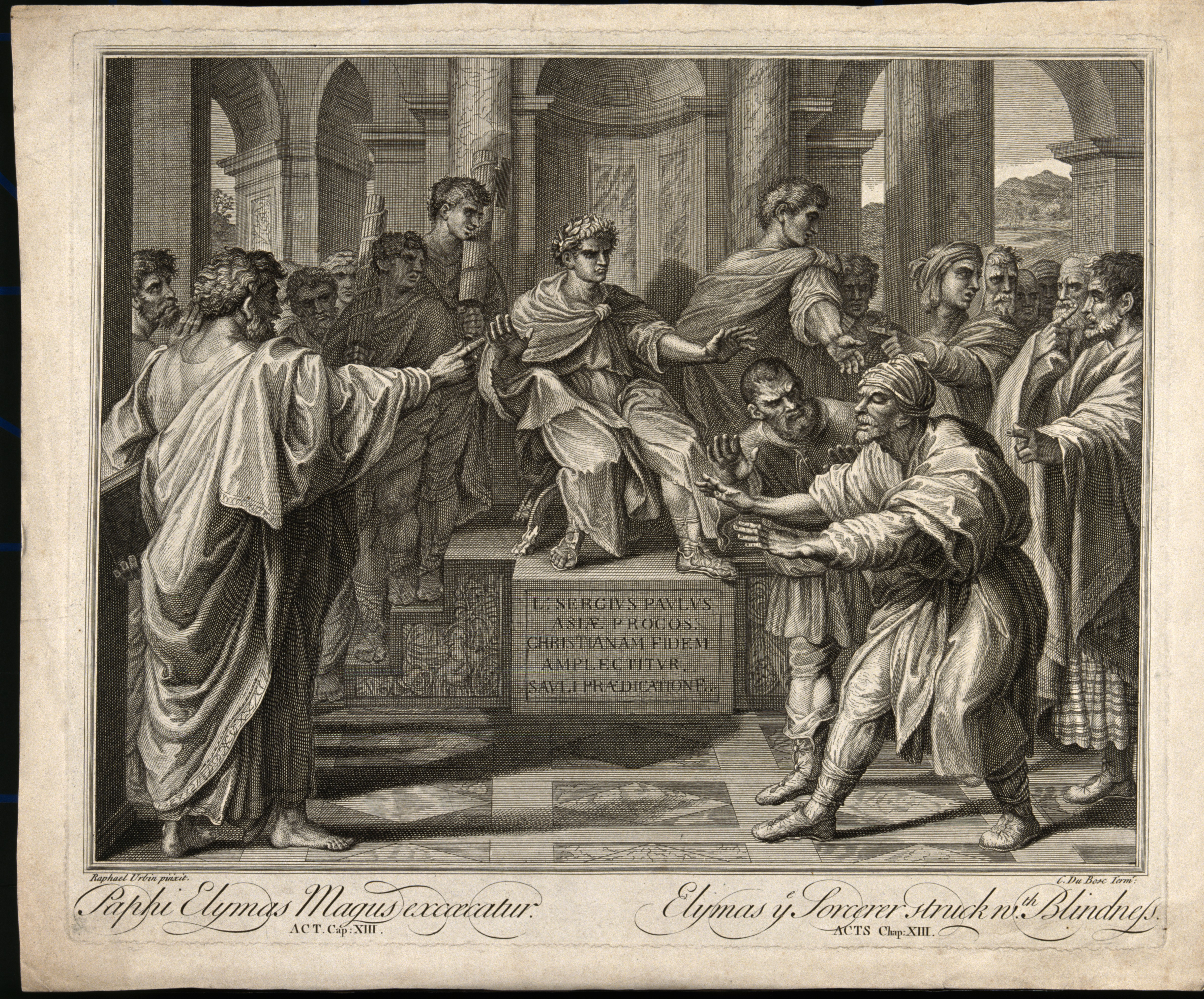
La Conversion du proconsul, une des 7 planches tirées des Cartons de Raphaël (Fonds Wellcome).

Claude Dubosc est dit né en France en 1682, les sources bibliographiques modernes s'inspirant de la notice du Lionel Henry Cust (1888); selon Jacques Herold et Albert Vuaflart, on ignore les dates de sa naissance et de sa mort.
Il est formé par Bernard Picart.
En 1712, il part pour Londres avec Charles Dupuis pour assister l'élève du prestigieux Gérard Audran, le graveur Nicolas Dorigny, lequel avait été chargé un an plus tôt par le marchand d'art Thomas Bowles de reproduire en gravure sous la forme d'une suite grand format les sept Cartons de Raphaël conservés à l'époque au château de Hampton Court. L'entreprise, qui échoua sur le plan commercial, comprenait également les graveurs français François-Bernard Lépicié, futur secrétaire perpétuel de l'Académie, et le futur marchand Nicolas-Dauphin de Beauvais (1687-1763). Durant l'établissement des sept grandes plaques, des incidents se produisirent entre Dorigny et ses compagnons : la plupart retournèrent en France, sauf Dubosc, qui trouva quelque prestige à produire un travail d'une qualité égale sinon supérieure à Dorigny,.
En septembre 1714, Dubosc et Louis Du Guernier s'associent pour graver The military History of the late prince Eugene of Savoy, and of the late John duke of Marlborough. Là encore, ils appellent à l'aide deux autres collègues parisiens, Bernard Baron et de nouveau Beauvais, quand Du Guernier meurt en 1716 ; le travail est achevé en 1717, et les estampes connurent un grand succès.
En 1720, Antoine Watteau est à Londres : il est fort probable que les deux hommes se croisent. Watteau connaît alors un gros succès chez les Anglais, sa cote est au plus haut et les collectionneurs s'arrachent ses tableaux. La production d'estampes tirées de Watteau est en demande et Dubosc va s'y employer.
Selon les carnets de George Vertue, Dubosc et Baron retournèrent à Paris en 1729. Dubosc souhaitait établir un commerce d'estampes, ce qu'il fit, ouvrant boutique, et imprimant par la même. Vertue raconte également que Jean-Baptiste van Loo peignit à cette occasion le portrait de Dubosc. De retour à Londres, vers 1732-1733, il publie une édition anglaise de la suite des Traité des cérémonies religieuses de toutes les nations tirées de Bernard Picart et qu'il grava avec l'aide de Hubert-François Gravelot qui l'avait rejoint dans ce but, séjour qui sera très profitable à ce dernier, car le « goût pour tout ce qui est français » est alors à son apogée à Londres. En 1738, il achève, toujours à Londres, d'illustrer une Histoire de Don Quichotte en 4 volumes, comprenant 68 pièces avec l'aide de Gerard van der Gucht, George Vertue, Baron, et d'après John Vanderbank.
Parmi les autres graveurs invités, on compte aussi Jacques Chéreau (1694-1759) mais qui revient vite en France.
Dubosc est également l'interprête de Suzanne entre les vieillards d'après Annibal Carrache, et de La Continence de Scipion, d'après Nicolas Poussin, ainsi que d'une partie de la collection de Robert Walpole. D'autres pièces encore : le Tombeau de Shakespeare à Westminster-Abbey (1740), le The Temple de Solomon d'après James Parmentier, le portrait de Bonaventure Giffard (1642–1734), et un grand nombre d'illustrations pour des ouvrages imprimés à Londres, comme History of England (1743) de Paul de Rapin de Thoyras qui semble être son ultime travail.
Il meurt en 1745.

## Œuvres

### Le graveur
- Estampe originale
  - A Mausoleum in commemoration of Queen Ann[7]
  - Portrait de Bonaventure Giffard[8]
- D'apres Peter Angelis
  - The Trial of the King, pour The Reign of Charles I[9]
- D'apres Antoine Benoist
  - Suite sur les Victories de Marlborough, publie en 1735[10]
- D'apres Annibale Carracci
  - Suzanne et les Vieillards[11]
- D'apres Louis Chéron
  - Le Couronnement du Roy George[12]
  - Hercule et les Amazones, pour Les Travaux d'Hercule, vers 1725–1732
  - Le Sacrifice d'Iphigénie[13]
- D'apres Jean Jouvenet
  - Apollon visitant Thetis[14]
  - Latone, 1714[15]
- D'apres John Laguerre
  - The Humours of Hob[16]
- D'apres Louis Laguerre
  - Suite de grandes pièces sur les Victories de Marlborough, publie en 1717[17]
- D'apres François Lemoyne
  - Hercule et Omphale[18]
- D'apres Jean-Baptiste van Mour, pour le Recueil de cent Estampes representant differentes Nations du Levant, publie en 1714[19]
  - Fille Turque qui brode
  - Soulak, Garde du Grand Seigneur
- D'apres Jean-Baptiste Pater
  - Le Denicheur de Moineaux[20]
- D'apres Bernard Picart
  - César détournant les yeux de dessus la tête de Pompée que lui présente un soldat[21],[22]
- D'apres Nicolas Poussin
  - La Continence de Scipio, 1741[23]
- D'apres Raphaël
  - Les Cartons
- D'apres Peter Tillemans
  - Course de chevaux à New Market[24]
- Copies des estampes du Recueil Jullienne d'apres Antoine Watteau[25]
  - La Diseuse Daventure d'apres Laurent Cars
  - Les Quatre Saisons d'apres Laurent Cars et François Boucher
  - Feste bacchique d'apres Jean Moyreau
  - Escorte d'équipage d'apres Laurent Cars
  - Retour de Campagne d'apres Charles-Nicolas Cochin père
  - Camp volant d'apres Charles-Nicolas Cochin père
  - La Coquette d'apres François Boucher
  - Alte d'apres Jean Moyreau
  - A Defile d'apres Jean Moyreau
  - Le Meunié et la Meunière d'apres François Boucher
  - The Comical Concert d'apres François Boucher
  - La Tourilère comedien d'apres François Boucher
  - The Lute Player d'apres François Boucher
  - Les Patins d'apres François Boucher
  - L'innocence champêtre d'apres Jean Audran
  - La Noce de village d'apres François Boucher

### L'éditeur
- Traité des cérémonies religieuses de toutes les nations par Bernard Picart, l'edition anglaise, 1733
- The Military History of the Late Prince Eugene of Savoy, and of the Late John Duke of Marlborough en deux tomes, l'edition anglaise, 1736
- Antiquities Explained, texte par George Ogle, 1737
- Annalium typographicorum… indicem in tomos quartor preuntes complectens, tome cinquième de les Annales typographici par Michael Maittaire, avec Guillaume Darres, 1741
- Remarques… sur l'Histoire de Charles XII… par M. de Voltaire par Stanisław Poniatowski, avec Guillaume Darres, 1741
- Fables… par Gabriele Faerno, l'edition anglaise et française, 1741
  - Gabrielis Faerni cremonensis fabulae, l'edition latin et française, avec Guillaume Darres, 1743
- Mémoires de la prince de Condé en six tomes, avec Guillaume Darres, 1743